# Iglesia de Santa Lucía (Izarza)
La iglesia de Santa Lucía es un edificio en ruinas situado en el despoblado español de Izarza, en la provincia de Álava.

## Descripción
El edificio se encuentra en el despoblado español de Izarza, del municipio de Bernedo, perteneciente a la provincia de Álava, en la comunidad autónoma del País Vasco. Se menciona como iglesia parroquial del lugar en el noveno volumen del Diccionario geográfico-estadístico-histórico de España y sus posesiones de Ultramar de Pascual Madoz, donde aparece descrita con las siguientes palabras: «igl. parr. (Sta. Lucia), servida por 1 beneficiado». En el tomo de la Geografía general del País Vasco-Navarro dedicado a Álava y escrito por Vicente Vera y López, se dice lo siguiente: «Tiene una parroquia rural de segunda, dedicada á Santa María y perteneciente al arciprestazgo de Armentia». El edificio está en ruinas.